# つ
En la escritura japonesa, los caracteres silábicos (o, con más propiedad, moraicos) つ (hiragana) y ツ (katakana) ocupan el 18º lugar en el sistema moderno de ordenación alfabética gojūon (五十音), entre ち y て. En la tabla a la derecha, que sigue el orden gojūon (por columnas, y de derecha a izquierda), se encuentra en la cuarta columna (た行, "columna TA") y la tercera fila (う段, "fila U").
Pueden llevar el acento dakuten: づ, ヅ.

## Romanización
Según los sistemas de romanización Hepburn, Kunrei-shiki y Nihon-shiki:
- つ, ツ se romanizan como "tsu".
- づ, ヅ se romanizan como "dzu" (Kunrei-shiki y Nihon-shiki) o "zu" (Hepburn).

## Escritura
| Escritura de つ | Escritura de ツ |

- El carácter つ se escribe con un trazo, que consiste en una línea horizontal aunque ligeramente ascendente, hacia la derecha, que baja y vuelve a la izquierda. Se parece a la parte curva de la letra P.

- El carácter ツ se escribe con tres trazos:

1. Pequeño trazo casi vertical.
2. Trazo igual que el anterior, dibujado un poco a la derecha y arriba del anterior.
3. Trazo oblicuo, descendente de derecha a izquierda, que pasa bajo los anteriores.

Debe tenerse cuidado de no confundirlo con el katakana シ (shi), pues los trazos tienen distinta orientación y posición. También es similar (aunque menos) a los katakana ン (n) y ソ (so).
- Datos: Q40643
- Multimedia: つ / Q40643